# Producte marginal

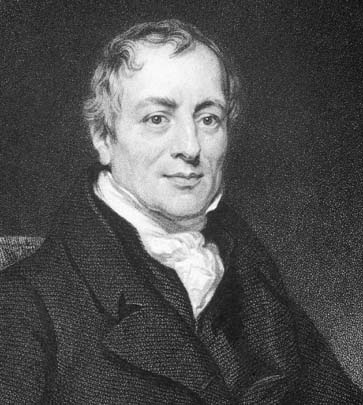
David Ricardo, pertanyent a l'Escola Clàssica.

En microeconomia, el producte marginal d'un factor és el producte addicional que s'obté d'utilitzar una unitat més d'aquest factor, mantenint constants la resta de factors. Aquest concepte s'utilitza en la teoria sobre la determinació de preus dels factors de producció. Segons la teoria neoclàssica el preu d'un factor de producció és igual l'ingrés marginal multiplicat pel producte marginal del factor.
Una propietat del producte marginal que s'utilitza en la teoria econòmia és la llei dels rendiments decreixents, segons la qual quan s'afegeixen quantitats addicionals d'un factor, mantenint-ne constants la resta, obtenim una quantitat addicional de producció cada vegada més petita. Dit d'altra manera, el producte marginal d'un factor disminueix a mesura que augmenta la quantitat d'aquest factor. La llei dels rendiments decreixents és una regularitat empírica àmpliament observada però se n'han trobat excepcions. A més no té per què complir-se per a tots els nivells del factor de producció.
Si considerem una funció de producció derivable, el producte marginal d'un factor és la derivada parcial de la funció de producció respecte a aquest factor. En el cas d'una funció de producció amb dos factors, f(K,L), on K és el factor capital i L és el factor treball, el producte marginal del treball és

{\displaystyle PML={\frac {\partial f(K,L)}{\partial L}}}

i el producte marginal del capital és

{\displaystyle PMK={\frac {\partial f(K,L)}{\partial K}}}

La llei dels rendiments decreixents significa que la derivada de segon ordre respecte al factor de producció és negativa. En aquest cas, significa que:

{\displaystyle {\frac {\partial ^{2}f(K,L)}{\partial L^{2}}}<0,{\frac {\partial ^{2}f(K,L)}{\partial K^{2}}}<0}

## Exemple
La llei de rendiments decreixents generalment s'exemplifica considerant la variació en els nivells de producció agrícola, tal com ho va plantejar David Ricardo, que resulten de modificar la quantitat d'entrades en el curt termini. Per exemple, si hom té una parcel·la de terra i un treballador, es podrà tenir una producció de 10 sacs de gra. Atès que per ampliar la producció sols podem contractar treballadors (a curt termini) i no comprar hectàrees de terra, llavors la parcel·la es torna una constant, i el nombre de treballadors es converteix en una variable i el valor es modifica. D'aquesta manera, si es contractés un treballador extra, la producció seria de, per exemple, 24 sacs de gra. Per tant, el producte marginal del segon treballador és 24-10=14. En aquest exemple, el producte marginal creix fins que s'arriba al tercer treballador. A partir d'aquest nivell, el producte marginal de cada treballador addicional decreix i arriba a ser negatiu, a partir del vuitè treballador. Si el producte marginal és negatiu vol dir que la producció decreix en incloure el vuitè treballador.
Això queda més clar en la següent taula:
| Parcel·la | Nombre de treballadors | Producte total | Producte marginal del treball |
| --------- | ---------------------- | -------------- | ----------------------------- |
| 1         | 1                      | 10             | ---                           |
| 1         | 2                      | 24             | 14                            |
| 1         | 3                      | 39             | 15                            |
| 1         | 4                      | 52             | 13                            |
| 1         | 5                      | 61             | 9                             |
| 1         | 6                      | 66             | 5                             |
| 1         | 7                      | 66             | 0                             |
| 1         | 8                      | 64             | -2                            |

S'observa que el producte marginal arriba un màxim de 15 a partir d'aquest punt és quan apareixen els rendiments decreixents: Quan la quantitat d'una entrada augmenta i la dels altres roman constant, s'arriba a un punt a partir del qual el producte marginal de les entrades disminueix. Les innovacions tecnològiques tenen un paper clau en aquesta llei en generar nous contextos productius que superen els anteriors, però també limitats a aquesta Llei